# باریش کیلیچ
باریش کیلیچ (ترکی استانبولی: Barış Kılıç؛ زادهٔ ۲۳ ژوئن ۱۹۷۸) بازیگر اهل ترکیه است.
وی از سال ۲۰۰۴ میلادی تاکنون مشغول فعالیت بوده است. از فیلم‌ها یا برنامه‌های تلویزیونی که وی در آن ایفای نقش کرده است می‌توان به نبرد گل‌ها، سیب ممنوعه و شربت زغال اخته اشاره کرد.

## فیلم ها
نبرد گل ها ، سیب ممنوعه ، شربت زغال اخته و .......